# Winzili
Winzili (ros. Винзили) – osiedle typu miejskiego w Rosji, w obwodzie tiumeńskim, w rejonie tiumeńskim. W 2010 liczyło 12 320 mieszkańców.